# Gerrit van der Hoeven
Gerrit van der Hoeven (Krommenie, 13 november 1926 – aldaar, 13 mei 2015) was een Nederlandse atleet, die zich had toegelegd op het hordelopen en de meerkamp. Hij veroverde in totaal zeven nationale titels op drie verschillende atletiekonderdelen.

## Biografie

### Jeugd
Van der Hoeven zat als kind aanvankelijk op gymnastiek maar werd vervolgens lid van AV Lycurgus, de atletiekvereniging van Krommenie. Naar eigen zeggen is hij hier gedurende zijn hele atletische loopbaan lid van gebleven.

### Eerste medailles
Al gauw bleek Van der Hoeven een brede aanleg te hebben voor de atletiek, want hij boekte flinke progressie op alle onderdelen. De tienkamp leek hem op het lijf geschreven, maar de in 1945 bij Lycurgus begonnen trainer Gerard Rinkel zag dat aanvankelijk niet zitten en vroeg hem om zich vooral op het onderdeel hordelopen te richten. Gerrit van der Hoeven legde zich hier bij neer en Rinkel leek gelijk te krijgen, want reeds in 1948 behaalde Van der Hoeven op de Nederlandse kampioenschappen zijn eerste plak op de 110 m horden, in 1949 gevolgd door de eerste van drie opeenvolgende nationale titels.
Nadat Van der Hoeven zich achter Rinkels rug om echter ook had ingeschreven voor het Nederlands kampioenschap tien- en vijfkamp, waar hij in 1949 prompt brons veroverde, verzette de trainer, nadat deze erachter was gekomen, zich niet langer tegen Van der Hoevens wens.

### Tienkamp en 400 m horden
In 1950 won hij, naast zijn tweede titel op de 110 m horden een gouden medaille op het NK tienkamp. In de jaren die volgden voegde hij hier nog tweemaal goud aan toe, zodat hij zich ten slotte zowel op de 110 m horden als op de tienkamp drievoudig Nederlands kampioen mocht noemen.
Het talent van Van der Hoeven reikte echter verder. Op de 400 m horden, sleepte hij in 1953 eveneens een nationale titel in de wacht en in dat jaar zette hij tevens zijn beste prestatie van 54,9 s neer. En dat terwijl hij de juiste kneepjes van het lopen op dit onderdeel nooit helemaal onder de knie heeft gekregen, zoals hij later toegaf. Het was dan ook een lastig nummer om te trainen, als je voor je training was aangewezen op een rechthoekig voetbalveld. Het nam niet weg dat hij ook op dit onderdeel door de KNAU diverse malen is ingezet bij interlandwedstrijden. Een interland tegen Roemenië in 1954 ging hem slecht af, omdat hij kort ervoor geelzucht gehad en  kennelijk nog niet voldoende was hersteld. Hoewel hij bij terugkomst in het ziekenhuis werd onderzocht, is Van der Hoeven van mening dat hij daarna nooit meer zijn oude niveau heeft weten te bereiken.

### Mooiste onderdeel
Opvallend genoeg heeft Gerrit van der Hoeven de 800 m altijd het mooiste atletieknummer gevonden, een onderdeel waarop hij, op een enkele uitzondering na, nooit in officiële wedstrijden is uitgekomen. Zelf liep hij deze afstand voornamelijk in clubverband, waarschijnlijk om zich te 'harden' voor de 1500 m, welk loopnummer sinds jaar en dag immers het sluitstuk is van de tienkamp. Het was voor Van der Hoeven een soort van zelfkastijding.
Van der Hoeven heeft zijn prestaties zelf altijd gerelativeerd, en verklaarde dat hij op internationaal niveau niet zoveel voorstelde.

### Einde atletiekloopbaan
Van der Hoeven, die in het dagelijks leven in een administratieve functie werkzaam was bij Colgate-Palmolive in Amstelveen, beëindigde zijn atletiekloopbaan in 1955.

## Nederlandse kampioenschappen
| Onderdeel    | Jaar             |
| ------------ | ---------------- |
| 110 m horden | 1949, 1950, 1951 |
| 400 m horden | 1953             |
| tienkamp     | 1950, 1952, 1953 |

## Persoonlijke records
| Onderdeel    | Prestatie | Datum           | Plaats    |
| ------------ | --------- | --------------- | --------- |
| 400 m        | 51,6 s    | 1953            |           |
| 800 m        | 1.57,3    | 1954            |           |
| 110 m horden | 15,0 s    | 30 juli 1950    | Treebeek  |
| 400 m horden | 54,9 s    | 2 augustus 1953 | Antwerpen |
| hoogspringen | 1,83 m    |                 |           |
| verspringen  | 6,64 m    | 1950            |           |
| tienkamp     | 5306 p    | 1954            |           |

## Palmares

### 800 m
- 1953: 7e Olympische Dag te Amsterdam - 2.01,6

### 110 m horden
- 1948:  NK – 16,2 s
- 1948:  Interl. Ned. – België – 15,7 s
- 1949:  NK – 15,4 s
- 1949:  Interl. België – Ned. – 15,7 s
- 1950:  NK – 14,9 s
- 1950:  Interl. Ned. – Polen – 5,5 s
- 1950:  Interl. Ned. – België – Frankrijk – 15,0 s
- 1951:  NK – 15,4 s
- 1951:  Interl. België – Ned. – 15,4 s
- 1952:  NK – 15,1 s
- 1952:  Interl. Ned. – België – 15,5 s
- 1953: 5e NK – 16,5 s

### 400 m horden
- 1952: 4e Interl. Ned. – België – 57,9 s
- 1953:  Interl. Ned. – Zwitserland – 56,6 s
- 1953:  NK – 55,9 s
- 1953:  Interl. België – Ned. – 54,9 s
- 1954:  NK - 55,6 s
- 1954: 4e Interl. Roemenië – Ned. – 56,5 s
- 1954:  Interl. Ned. – België – 55,3 s

### tienkamp
- 1949:  NK tien- en vijfkamp – 5461 p
- 1950:  NK tien- en vijfkamp – 5517 p (4962,90 NT)
- 1951:  NK tien- en vijfkamp – 5091,5 p
- 1952:  NK tien- en vijfkamp – 4843,5 p
- 1953:  NK tien- en vijfkamp – 5257 p
- 1954:  NK tien- en vijfkamp - 5306 p